# Го Кен Суи
Го Кен Суи (на китайски: 吳慶瑞; в транскрипция от мандарин: У Цинжуей) е сингапурски политик.

## Биография
Роден е на 6 октомври 1918 г. в Малака.
Докато следва в Лондон се запознава с Ли Куан Ю и се включва в политическия живот в ръководството на оглавяваната от него Партия на народното действие.
През 1959 г. Ли оглавява правителството на Сингапур, а Го Кен Суи става вицепремиер и министър на финансите, като остава на този пост и след отделянето на страната от Малайзия през 1965 г. През 1965 – 1967 г. е и министър на вътрешните работи и отбраната.
През 1970 г. се оттегля от ръководството на финансовото министерство, а през 1984 г. – от правителството.
Го Кен Суи умира на 14 май 2010 г. в Сингапур.